# زارداخاچ
زارداخاج (به ارمنی: Զարդախաչ) یک منطقهٔ مسکونی در جمهوری آرتساخ است که در استان مارتاکرت واقع شده‌است.
زارداخاچ به معنای صلیب زرد است.